# 민투르노
민투르노(이탈리아어: Minturno)는 이탈리아 라치오주 라티나도에 위치한 코무네다.

## 자매 도시
- 미국 코네티컷주 스탬퍼드